# 厚岸警察署
厚岸警察署（あっけしけいさつしょ）は、北海道警察釧路方面本部が管轄する警察署の一つである。

## 沿革
- 1879年（明治12年）：根室警察署付属分署として設置。
- 1882年（明治15年）：分署廃止し、厚岸警察署設置。
- 1886年（明治19年）：根室警察署霧多布分署設置。
- 1891年（明治24年）：釧路警察署厚岸警察署分署に変更。
- 1926年（大正15年）：霧多布警察署廃止して厚岸警察署分署の管轄とし、厚岸警察署と改称。
- 1945年（昭和20年）：庁舎移転。
- 1948年（昭和23年）：「警察法」施行により、厚岸町と管轄区域とする。
- 1952年（昭和27年）：厚岸町、浜中村（現在の浜中町）、太田村（現在の厚岸町、標茶町の一部）を管轄区域とする。
- 1960年（昭和35年）：庁舎移転。
- 1961年（昭和36年）：厚岸町、浜中村を管轄区域とする。
- 1999年（平成11年）：庁舎移転新築。

## 組織
- 署長（警視）
- 副署長（警視）
- 警務課（警務係、犯罪被害者支援係、相談係、管理係）
- 会計係
- 刑事・生活安全課（生活安全係、刑事係）
- 地域・交通課（地域係、交通係）
- 警備係

## 交番・駐在所
括弧内は所在地を表す。

### 厚岸町
- 本町交番（厚岸郡厚岸町奔渡1丁目1）
- 尾幌駐在所（厚岸郡厚岸町尾幌280）

### 浜中町
- 浜中駐在所（厚岸郡浜中町浜中桜北122）
- 霧多布駐在所（厚岸郡浜中町霧多布西2条1丁目62）
- 茶内駐在所（厚岸郡浜中町茶内橋北東41）